# Северен поток
„Северен поток“ (на английски: Nord Stream) е магистрален газопровод, преминаващ по дъното на Балтийско море, транспортиращ газ от Русия до Германия (свързвайки руския град Виборг с германския Грайфсвалд). Газопроводът „Северен поток“ е най-дългият подводен маршрут за експорт на газ в света – дълъг е 1224 km. Притежател и оператор на газопровода е швейцарската компания Nord Stream AG, дъщерна на Газпром. В проекта участват Русия, Германия, Нидерландия и Франция.
„Северен поток“ може да пренася 55 млрд. m³ газ годишно по двете си успоредни тръби. Ресурсна база за тръбата е гигантското Южноруското находище, чиито запаси се оценяват на около 800 млрд. m³.
Стойността на проекта е 7,4 млрд. евро. Акционери в Nord Stream AG, която реализира проекта, са Газпром с 51%, по 15,5% имат немските E.ON и BASF, а холандската Gasunie и френската GDF Suez имат дялове по 9%.
Строителството на газопровода започва през април 2010 г., а първата тръба официално влиза в експлоатация на 6 септември 2011 г., когато започва запълването ѝ с технологичен газ. На 8 ноември 2011 г. започват доставките на газ по тази тръба. На 18 април 2012 г. е завършена втората тръба, а на 8 октомври 2012 г. започват доставките на газ и по двете тръби на газопровода в търговски режим.
През януари 2011 г. Nord Stream започва оценка на проект за разширяване на газопровода „Северен поток“ чрез две допълнителни тръби за увеличаване на годишния капацитет до 110 млрд. m³. През 2015 г., поради ограниченията, които налага Европейският съюз на Газпром, Газпром замразява разширението на тръбопровода, тъй като само 22,5 млрд. m³ (1/4 от капацитета му) се използват реално. През септември 2015 г. обаче Газпром, BASF, Engie, E.ON, Shell и OMV като съучредители подписват споразумение за разширение на мощностите на „Северен поток“ (по-късно наречен проект „Северен поток - 2“).
През нощта на 26 септември 2022 г. се появява пробив в газопровода на компанията Nord Stream AG, най-вероятно в резултат на саботаж. Течове на природен газ има по тръбопроводите на две места. Nord Stream AG заявява, че аварията е станала на три тръби едновременно (една от тръбите е на газопровода Северен поток - 2). Мястото на аварията е в изключителните икономически зони на Дания и Швеция, североизточно от остров Борнхолм.
Към февруари 2023 г. нито едно от трите отделни разследвания, провеждани от Германия, Швеция и Дания, все още не е определило публично кой е отговорен за инцидента.

## Конструкция на тръбопровода
- Диаметър на стоманените тръби (външен) – 1220 mm, работен диаметър – 1153 mm.
- Дебелина на тръбата – 27 до 41 mm.
- По вътрешната повърхност на тръбата е нанесен антифрикционен слой с дебелина 1 mm.
- Външен слой на тръбопровода (бетонна риза) с дебелина 60 до 110 mm; под бетонната риза има устойчив на корозия слой.
- Работно налягане – 220 бара (22 MPa или 217 атмосфери).
- Най-голямата дълбочина, през която минава газопроводът, е 210 m.